# Agylla alboluteola
Agylla alboluteola är en fjärilsart som beskrevs av Rothschild 1912. Agylla alboluteola ingår i släktet Agylla och familjen björnspinnare. Inga underarter finns listade i Catalogue of Life.